# Laurière
Laurière település Franciaországban, Haute-Vienne megyében. Lakosainak száma 528 fő (2022. január 1.). Laurière Folles, Jabreilles-les-Bordes, Arrènes, Saint-Goussaud, Bersac-sur-Rivalier, Saint-Sulpice-Laurière és Fursac községekkel határos.

## Népesség
A település népességének változása:
| Lakosok száma | 570  | 577  | 575  | 568  | 555  | 543  | 530  | 525  | 528  |
|               | 2013 | 2015 | 2016 | 2017 | 2018 | 2019 | 2020 | 2021 | 2022 |